# الدوري الآيسلندي لكرة السلة للسيدات
الدوري الآيسلندي لكرة السلة للسيدات هو دوري كرة سلة للسيدات في آيسلندا تأسس في سنة 1952 تلعب فيه 8 فرق. يعتبر فريق كي آر الأكثر فوزا به برصيد 14 لقبا، بينما كان بطل النسخة الأول فريق أرمان.

## وصلات خارجية
- الموقع الرسمي